# Bandiera del Veneto

La bandiera della Regione del Veneto

La bandiera del Veneto prende spunto dalla bandiera della Serenissima Repubblica di Venezia, in uso oggi come bandiera della città di Venezia.

## Blasonatura
La bandiera è stata adottata con la L. R. 20 maggio 1975, n. 56 e modificata con la L. R. del 22 febbraio 1999 che ha cancellato la scritta "Regione del Veneto".
La bandiera è costituita dagli stessi elementi di cui al comma precedente con lo stemma ruotato di 90 gradi.
All’innesto del puntale sull’asta del gonfalone e della bandiera è annodato un nastro tricolore, verde, bianco, rosso.»
(L.R. 20 maggio 1975, n. 56)

Bandiera in uso dal 1975 fino al 1999, con la dicitura "Regione del Veneto"

## Descrizione

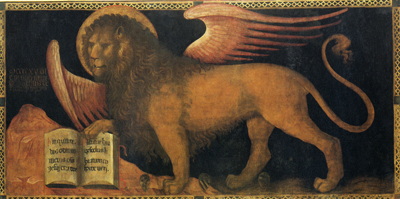
Il dipinto di Jacobello del Fiore, fonte di ispirazione per la bandiera

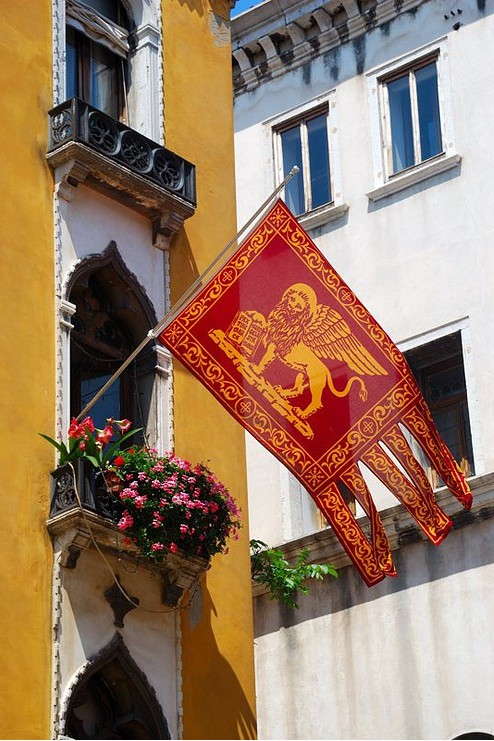
La bandiera di Venezia e della sua storica Repubblica con sei frange finali

La bandiera contiene un'immagine che rappresenta Il leone di San Marco con un libro aperto che è ritenuto simbolo della sovranità della Regione e che riporta la scritta "PAX TIBI MARCE / EVANGELISTA MEUS".
Fonte di ispirazione del leone marciano è il dipinto di Jacobello del Fiore del 1415, intitolato Il Leone di San Marco esposto nelle sale del Palazzo Ducale.
Il Veneto, regione che si estende dal mare ai monti è rappresentato da:
- il mare (simbolo del mar Adriatico);
- la pianura (simbolo della pianura regionale);
- i monti (simbolo delle Alpi Venete).

Al battente ci sono sette fiamme, che portano ciascuna, nella parte mediana lo stemma di una delle città capoluogo di provincia della Regione, in ordine alfabetico dal basso verso l'alto:
- Belluno.
- Padova.
- Rovigo.
- Treviso.
- Venezia.
- Verona.
- Vicenza.

Queste code possono essere unite oppure libere, come accade per la bandiera di Venezia.